# Gimli
Gimli je lik iz Gospodara prstenova. On je patuljak i član prstenove družine.
Sin je Glóina, prijatelja Bilba Bagginsa. Frodu i ostatak družine susreo je na tajnom vijećanju u Rivendellu. Odlučio se pratiti Froda na njegovom putovanju u Mordor. Nije volio vilenjake, što se promijenilo kada je sreo Galadriel. Nakon što su Frodo i Sam nastavili put sami, on je s Aragornom i Legolasom krenuo u potragu za Merryem i Pippinom. Nakon što su njih trojica sreli Gandalfa, Gandalf ih je odveo u Edoras. Sudjelovao je u bitci za Hornburg. Tijekom bitke se s Legolasom natjecao tko će ubiti više orka i pobijedio je 42:41. Sudjelovao je i u bitci kod Minas Tiritha, te u bitci kod Crnih dveri. Osnovao je novo kraljevstvo patuljaka u Aglarondu.
Najbolji prijatelj mu je vilenjak Legolas. Prozvan je "prijateljem vilenjaka" zbog svog prijateljstva s Legolasom.
Neke predaje govore da je zbog svog prijateljstva s Legolasom zajedno s njim otišao na Zapad, što bi ga činilo prvim i jedinim patuljkom koji je došao u Neumiruće zemlje.